# Leslie Grossman
Leslie Erin Grossman (ur. 25 października 1971 w Los Angeles) – amerykańska aktorka komediowa.
Kluczowe w jej karierze były drugoplanowe role w popularnych serialach stacji WB: młodzieżowych Asach z klasy oraz sitcomie Siostrzyczki. Ponadto niewielkie role zagrała w filmach kinowych: Miss Agent 2: Uzbrojona i urocza (2005), Wojna płci (1998) i Szalona impreza (1998). Od 2017 roku gra w American Horror Story.
Od 2000 roku jej mężem jest John Bronson.